# Air India Express
Air India Express (Hindi एयर इंडिया एक्सप्रेस) ist eine indische Billigfluggesellschaft, bis 2005 bekannt unter Air India Charters Limited, mit Sitz in Mumbai und Basis auf dem Flughafen Mumbai. Sie ist eine Tochtergesellschaft der Air India.

## Geschichte
Air India Express wurde im März 2005 als Tochterfirma der staatlichen indischen Air India gegründet. Am 30. November 2006 erhielt sie ihre erste neue Boeing 737-800. Mit einem von der Muttergesellschaft unabhängigen Air Operator Certificate fliegt Air India Express die niedrigpreisigen Strecken zwischen dem südlichen Indien und den Vereinigten Arabischen Emiraten. Zielgruppe sind dabei vor allem indische Arbeiter, die aus der Heimat zu ihrem Arbeitsplatz und zurück nach Indien in den Urlaub fliegen.
Anfang Oktober 2005 wurde das Streckennetz auf die Flughäfen Delhi, Mumbai und Singapur erweitert. Die Fluggesellschaft fällt durch eine farbenfrohe und detailreiche Lackierung der Heckflosse mit Motiven der indischen Kultur auf.
Im Oktober 2023 wurde die Fusion mit AIX Connect bekannt gegeben.

## Flugziele
Air India Express fliegt von verschiedenen Basen in Indien neben nationalen Zielen auch zu international Zielen in Südostasien und dem Nahen Osten.

## Flotte
Mit Stand Dezember 2024 besteht die Flotte der Air India Express aus 90 Flugzeugen mit einem Durchschnittsalter von 9,9 Jahren:
| Flugzeugtyp      | Anzahl | bestellt | Anmerkungen                                | Sitzplätze (Business/Eco)                       | Durchschnittsalter (Dezember 2024) |
| ---------------- | ------ | -------- | ------------------------------------------ | ----------------------------------------------- | ---------------------------------- |
| Airbus A320-200  | 24     |          | drei inaktiv; durch Fusion mit AIX Connect | 180 (-/180)                                     | 14,2 Jahre                         |
| Airbus A320neo   | 5      |          | durch Fusion mit AIX Connect               | 186 (-/186)                                     | 4,0 Jahre                          |
| Boeing 737-800   | 26     |          | zwei inaktiv                               | 186 (-/186) 189 (-/189)                         | 13,6 Jahre                         |
| Boeing 737 Max 8 | 35     | 20       |                                            | 162 (8/154) 176 (8/168) 178 (4/174) 184 (-/184) | 5,0 Jahre                          |
| Gesamt           | 90     | 20       |                                            |                                                 | 9,9 Jahre                          |

### Aktuelle Sonderbemalungen
| Bemalung                | Flugzeugtyp    | Luftfahrzeugkennzeichen | Zeitraum           | Bild |
| ----------------------- | -------------- | ----------------------- | ------------------ | --- |
| Dil-Luminati Tour India | Boeing 737-800 | VT-TGG                  | seit November 2024 | Bild gesucht Die Wikipedia wünscht sich an dieser Stelle ein Bild. Weitere Infos zum Motiv findest du vielleicht auf der Diskussionsseite . Falls du dabei helfen möchtest, erklärt die Anleitung , wie das geht. |

## Zwischenfälle
- Am 22. Mai 2010 schoss eine aus Dubai kommende Boeing 737-800 der Air India Express (Luftfahrzeugkennzeichen VT-AXV)  auf dem Flughafen Mangalore bei der Landung über das Landebahnende hinaus. Bei dem Unfall starben 158 Menschen. Zu diesem Zeitpunkt war es der Unfall einer Boeing 737 mit den meisten Todesopfern (siehe auch Air-India-Express-Flug 812).[5]

- Am 26. Mai 2010 ließ ein junger Kopilot eine Boeing 737-800 auf dem Flug von Dubai nach Pune 2000 Meter in die Tiefe stürzen, als er versuchte, seinen Sitz zu verstellen und dabei versehentlich an die Steuersäule geriet. Der sich zunächst auf der Toilette aufhaltende Flugkapitän konnte die Maschine schließlich noch abfangen. Bei dem Vorfall wurde niemand verletzt, unter den Passagieren war angesichts des steilen Sturzflugs Panik ausgebrochen.[6]

- Am 7. August 2020 um ca. 19.40 Uhr Ortszeit überrollte eine Boeing 737-800 (VT-AXH) aus Dubai kommend am Calicut International Airport in Kozhikode das Landebahnende. Aufgrund starken Regens rutschte die Maschine am Ende der Piste einen Abhang herunter und zerbrach dabei in zwei Teile. An Bord befanden sich 190 Personen; es gab mindestens 18 Tote sowie zahlreiche verletzte Insassen (siehe auch Air-India-Express-Flug 1344).[7]

## Siehe auch

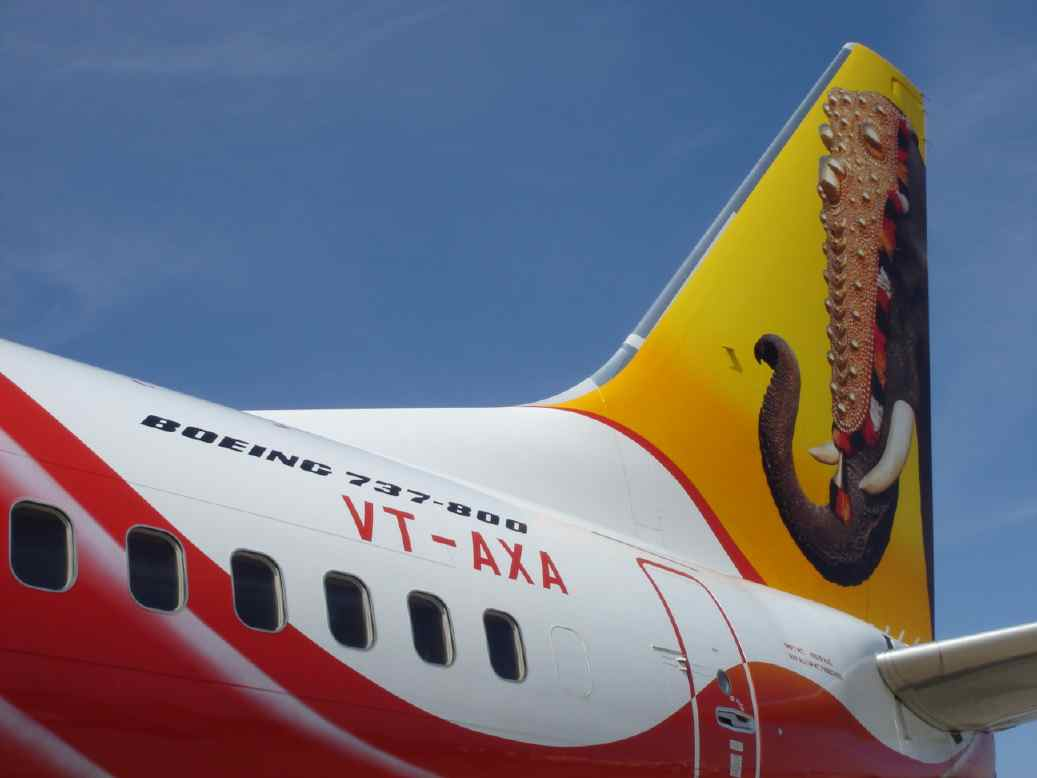
Individuelle Bemalung des Seitenleitwerks an einer Boeing 737-800